# My Funny Valentine
My Funny Valentine är en sång komponerad av Richard Rodgers och med text av Lorenz Hart. Den var skriven för Broadwaymusikalen Babes in Arms år 1937 och framfördes där av rollfiguren Billie Smith (spelad av barnstjärnan Mitzi Green) som sjöng till Valentine ’Val’ LaMar.
Sången är en populär jazzstandard och finns inspelad på över 1300 album med mer än 600 artister.

## Ett mycket litet urval av inspelningar
- Chet Baker på albumen My Funny Valentine (1954) Jazz at Ann Arbor (1954) och Chet Baker Sings (1954)
- Chet Baker & Stan Getz på albumet West Coast Live (1997, insp 1953/54)
- Michael Bublé på albumet Come Fly with Me (2004)
- Miles Davis på albumen Cookin' with the Miles Davis Quintet (1956) och My Funny Valentine (1965)
- Ella Fitzgerald på albumen Sings the Rodgers & Hart Songbook (1956) och Live at Mister Kelly's (2007, insp 1958)
- Nico på albumet Camera Obscura (1985)
- Keith Jarrett på albumen Still Live (1988), Tokyo '96 (1998) och Up for It (2003)
- Chaka Khan på albumet Waiting to Exhale (1995)
- Thomas Quasthoff på albumet The Jazz Album (2007)
- Neil Sedaka på albumet Tales of Love (1998)
- Frank Sinatra på albumet Songs for Young Lovers (1954)
- Sarah Vaughan på albumet Live in Japan (1973)

### Med svenska artister
- Peter Asplund på albumet As Knights Concur
- Peter Gullin på albumet Tenderness
- Håkan Hardenberger på albumet Both Sides, Now (2012)
- Sonya Hedenbratt på albumet But Not for Me (1979)
- Nils Landgren & Johan Norberg på albumet Chapter Two "1"
- Sweet Jazz Trio på albumet Little Girl Blue (2008)
- Viktoria Tolstoy på albumet White Russian
- Vocal Six på albumet Vocal Six (1992)